# Tom Brown's Schooldays (film, 1916)
Pour les articles homonymes, voir Tom Brown's Schooldays.
Tom Brown's Schooldays est un film britannique muet réalisé par Rex Wilson (en) et adapté du roman, Tom Brown's Schooldays de Thomas Hughes. Le film est sorti en mars 1916 au Royaume-Uni.

## Fiche technique
- Titre original : Tom Brown's Schooldays
- Réalisation : Rex Wilson (en)
- Scénario : Rex Wilson (en), d'après l'œuvre de Thomas Hughes
- Photographie : Silvano Balboni
- Production : Regal Films
- Distribution : International Exhibitors
- Pays :  Royaume-Uni
- Langue originale : anglais
- Format : noir et blanc - 1,33:1
- Genre : drame

## Distribution
- Joyce Templeton : Tom Brown (adolescent)
- Jack Coleman : Tom Brown (enfant)
- Miss Marley : Mme Arnold
- Evelyn Boucher : Cynthia Brown
- Wilfred Benson : Docteur Arnold
- Mr. Daniels : Squire Brown
- M. Johnson : Harry Orient
- Laurie Leslie : Flashman
- C.E. Arundell : Charron
- Mona Damt : Dame Brown
- Eric Barker : Arthur
- Rolf Leslie : Jacob Doodlecalf